# Liste de propositions de drapeaux australiens
Cette liste de propositions de drapeaux australiens comprend quelques alternatives au drapeau de l'Australie actuel, il en existe beaucoup d'autres.
Un concours appelé Ausflag a même pour but de trouver un nouveau drapeau.

## Drapeaux nationaux
| Drapeau | Date | Nom                                                                                                 | Description |
| ------- | ---- | --------------------------------------------------------------------------------------------------- | --- |
|         | 1854 | Drapeau Eureka,                                                                                     | La bataille d'Eureka Stockade avec les cinq étoiles de la Croix du Sud. |
|         | 1979 | Drapeau de tous les australiens (d'Athol Kelly)                                                     | À gauche couleurs de fond bleu (avec la Croix du Sud et l'étoile du Commonwealth), à droite fond or (chargé d'un kangourou face à l'ouest).                                                           |
|         | 1986 | Drapeau du dessous (de Friedensreich Hundertwasser)                                                 | Uluru positionné pour montrer "l'Australie tenant la Terre par le dessous". |
|         | 1986 | Vainqueur de la compétition Ausflag 88 (de Wayne Stokes)                                            | La croix du sud une bande rouge sur le bas. |
|         | 1987 | Proposition de Lunn-Dyer et Associates                                                              | Un kangourou vert par-dessus un soleil orange et terrain blanc. |
|         | 1992 | Proposition de Charles et Ralph Bartlett                                                            | Croix du Sud avec les couleurs nationales. |
|         | 1993 | Vainqueur de la chaîne de TV : Channel 9                                                            | Trois bandes verticales avec la croix du sud. |
|         | 1994 | Proposition de Ken Done                                                                             | La Croix du Sud sur un fond bleu. |
|         | 1995 | Proposition de drapeau australien.                                                                  | Le drapeau aborigène remplace l'union Jack. |
|         | 1998 | Proposition de Ash Nallawalla                                                                       | Démarche comparable au drapeau canadien, permet d'incorporer des médaillons ou divers symboles. |
|         | 2000 | Vainqueur de la compétition Ausflag 2000 .                                                          | Un fond bleu avec la Croix du sud et une grande étoile de la fédération. |
|         | 2004 | La croix du Sud et le Boomerang (de Fred Rieben) Nous voyons l'Australie : CIEL, MER, PLAGE et BUSH | La Croix du Sud et le Boomerang à gauche. La couleur verte pour l'environnement, la couleur or pour l'économie.                                                                                       |
|         | 2004 | Sept étoiles dorées (de Robert Vose) en vert et or                                                  | Les sept étoiles dorées de la Croix du sud, l'étoile de la fédération et le soleil provenant du drapeau aborigène.                                                                                    |
|         | 2004 | Sept étoiles dorées (de Robert Vose) avec le blason australien                                      | Cette version des sept étoiles dorées sur fond vert comprend aussi le blason original australien. (Note : pour des raisons légales, le blason est caché.)                                             |
|         | 2005 | Sept étoiles dorées (de Robert Vose) Drapeau du Commonwealth de l'état d'Australie                  | Cette version des sept étoiles dorées sur fond vert comprend aussi le blason australien l'étoile de la fédération et un torse (?). (Note : pour des raisons légales, le blason est caché.)            |
|         | 2012 | Drapeau bleu de l'Australie (de Michael Iacuone)                                                    | Les bandes montrent l'étendue géographique du continent, le rouge la terre et le bleu les rivières.                                                                                                   |
|         | 2012 | Sept étoiles dorées (de Robert Vose) en Bleu et or                                                  | Sept étoiles dorées avec la Croix du sud, l'étoile de la fédération et le Soleil venant du drapeau national aborigène.                                                                                |
|         | 2012 | Proposition de Robert Ingpen                                                                        | Ce drapeau est un composite de plusieurs, Territoire du Nord, ACT et Royal Airforce |
|         | 2014 | Proposition de Christophe Lennard                                                                   | Les couleurs nationales avec la Croix du Sud et le médaillon royal de la Royal Airforce |
|         | 2014 | L'horizon du sud (de Brett Moxey),                                                                  | L'image familière de l'étoile de la fédération et la croix du sud au-dessus des couleurs nationales vert et or dans une vague représentant le paysage australien, de la plage aux dunes dans le fond. |
|         | 2015 | Proposition de E. R. Cattoni                                                                        | L'Australie est entourée d'océans et de plages, on peut y voir le boomerang avec un filet vert pour la végétation, jaune pour les déserts et blanc... pour le surf sur les plages.                    |